# 加泰隆尼亞政府
加泰隆尼亞政府（加泰隆尼亞語發音：[ʒənəɾəɫiˈtad də kətəˈɫuɲə]，加泰隆尼亞語發音：[ʒeneɾaliˈtad de kataˈluɲa]）是加泰罗尼亚的治權機構，由加泰罗尼亚议会、加泰隆尼亞政府主席與行政委員會（或譯為行政會議）組成。
現任加泰隆尼亞政府主席是2018年就任的奎姆·托拉（Quim Torra）。

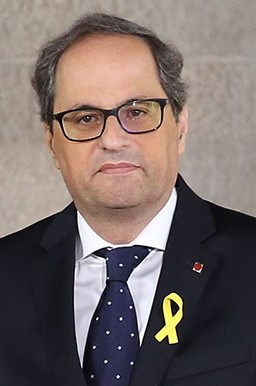
現任加泰隆尼亞政府主席奎姆·托拉。
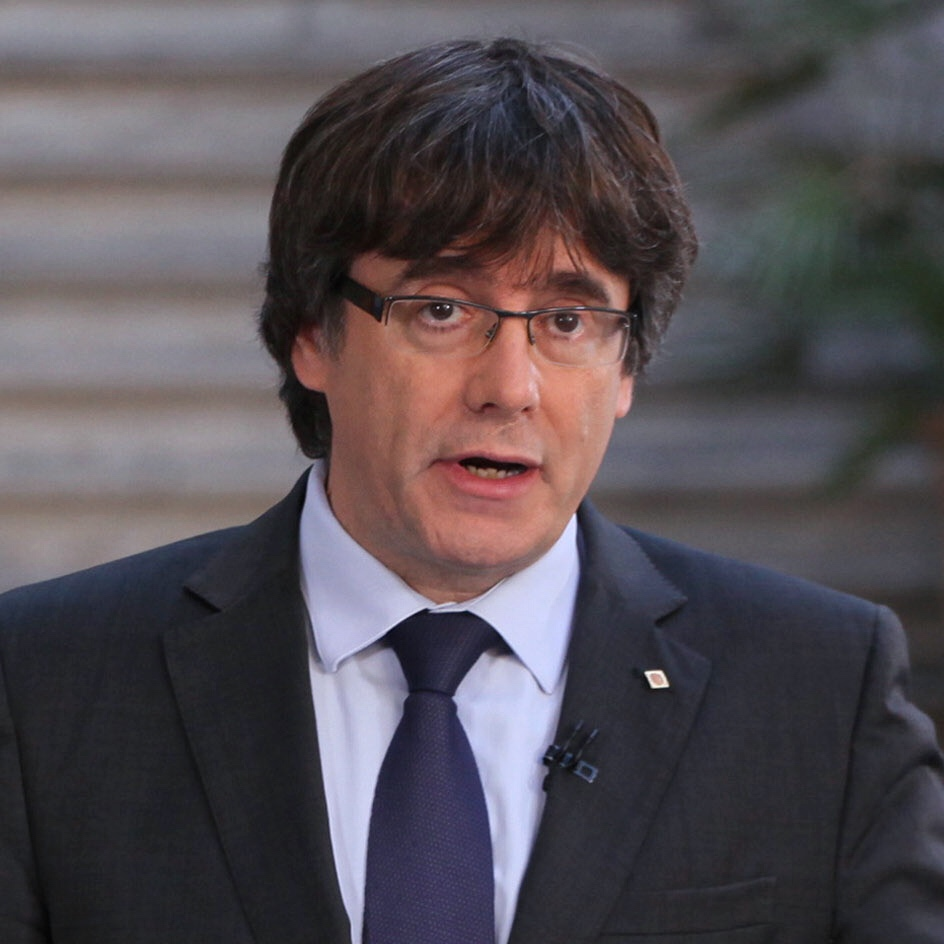
2017年被馬德里政府罷黜的前加泰隆尼亞政府主席卡萊斯·普吉德蒙。

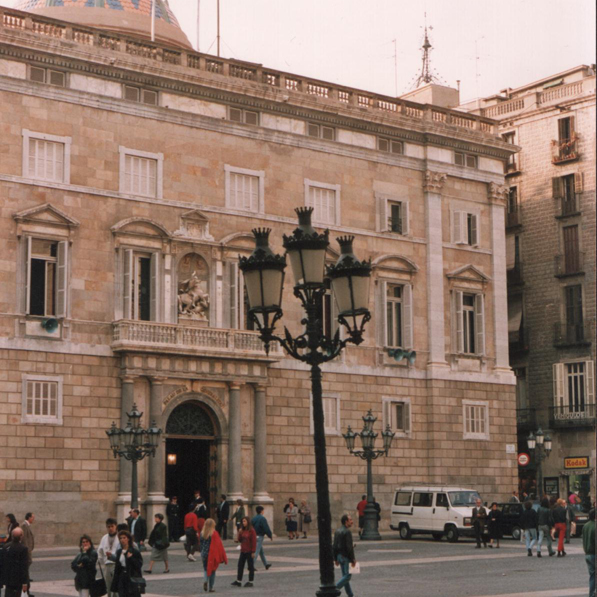
位於加泰隆尼亞首府巴塞羅那的政府宮。

## 註解
1. ↑  .   [2017-11-19]. （原始内容存档于2012-11-26）.
2. ↑  Government of Catalonia.  [Official translation instruction] (PDF).   [25 April 2015]. （原始内容存档 (PDF)于2013-09-03）.
3. ↑  European Commission. : L 110/57. 30 April 2005  [2017-11-19]. （原始内容存档于2018-11-29）. |number=被忽略 (帮助)
4. ↑  UNESCO Executive Board.  (PDF). 26 March 1999  [2017-11-19]. （原始内容存档 (PDF)于2016-03-04）.

## 外部連結
维基共享资源上的相關多媒體資源：加泰隆尼亞政府
- 官方网站